# Choe Chol-man
Choe Chol-man (* 22. September 1985) ist ein nordkoreanischer Fußballspieler.

## Karriere
Choe tritt international als Spieler der Sportgruppe 25. April in Erscheinung, dem Klub der Koreanischen Volksarmee.
Der Stürmer nahm im Frühjahr 2005 mit der nordkoreanischen Nationalelf an der Qualifikationsrunde der Ostasienmeisterschaft teil und erzielte in vier Spielen fünf Treffer. In der letzten Qualifikationsphase zur WM 2006 kam Choe in allen sechs Partien zum Einsatz und erzielte im letzten und bedeutungslosen Spiel gegen Bahrain seinen einzigen Treffer im Wettbewerb. Bei der Endrunde der Ostasienmeisterschaft 2008  gehörte er ebenfalls zum Aufgebot Nordkoreas und kam im Turnierverlauf zu einem Kurzeinsatz. 2010 gewann er mit einer B-Auswahl den AFC Challenge Cup und schaffte mit der Auswahl damit die Qualifikation für die Asienmeisterschaft 2011. Choe erzielte dabei im Turnierverlauf drei Treffer, im Finale gegen Turkmenistan musste er nach einem frühen Platzverweis gegen Nordkorea für einen Verteidiger nach 42 Minuten vom Feld.
Für die nordkoreanische Olympiaauswahl (U-23) stand er 2007 im Rahmen der Qualifikation für die Olympischen Spiele 2008 mehrfach im Aufgebot, 2009 verpasste er mit dem Team bei den Ostasienspielen durch verlorene Elfmeterschießen im Halbfinale und im Spiel um Platz 3 einen Medaillenrang knapp.